# 宇検村立阿室中学校
宇検村立阿室中学校（うけんそんりつ あむろちゅうがっこう）は、鹿児島県大島郡宇検村阿室にある村立中学校。奄美大島に所在する。

## 校区
- 阿室小中学校（正確には、小中併設校である。）

## 概要
令和元年4月8日現在の生徒数は18名で、学級数は1学級の小規模校である。

## 校則
以前は、男子生徒に校則で頭髪を丸刈り（坊主）を強制していたが、現在は校則による強制は廃止されている。